# Prison Break
Prison Break ist eine US-amerikanische Actionserie des Autors Paul Scheuring, die von 2005 bis 2009 produziert und 2017 fortgesetzt wurde. Sie besteht aus 90 Episoden in fünf Staffeln. Die Erstausstrahlung fand ab dem 29. August 2005 auf dem US-amerikanischen Fernsehsender Fox statt. 2010 erschien mit dem Film Prison Break – The Final Break der vorläufige Serienabschluss. Im August 2015 wurde die Produktion einer neunteiligen fünften Staffel angekündigt, die ab dem 4. April 2017 bei Fox ausgestrahlt wurde.

## Handlung
Die Serie handelt von einem Ausbruch sowie der anschließenden Flucht aus dem Gefängnis Fox River State Penitentiary und dem Kampf gegen eine Organisation von internationalen Konzernen und Regierungen, der Company. Michael Scofield versucht dabei, seinen unschuldig zum Tode verurteilten Bruder Lincoln Burrows aus dem Gefängnis zu befreien.

### Erste Staffel

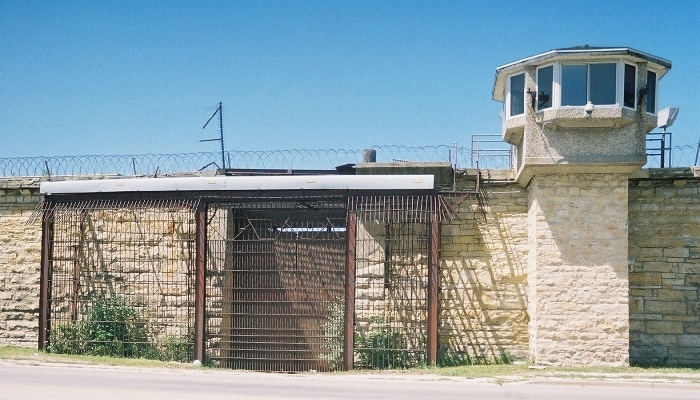
Das Ost-Tor des Joliet Correctional Center, das Schauplatz der ersten beiden Staffeln ist.

Lincoln Burrows ist angeklagt, den Mord an Terrence Steadman, dem Bruder der Vizepräsidentin der Vereinigten Staaten, begangen zu haben. Mit stichhaltigen Beweisen wie einem Überwachungsvideo und seinen Fingerabdrücken auf der Tatwaffe wird er wegen schweren Mordes zum Tode auf dem elektrischen Stuhl verurteilt, obwohl er immer wieder seine Unschuld beteuert. Die Zeit bis zu seiner Exekution soll er im Fox-River-State-Gefängnis absitzen.
Michael Scofield ist von der Unschuld seines Bruders Lincoln überzeugt und beschließt, ihn aus dem Gefängnis zu befreien. Da Scofield als Statiker am Umbau der Strafvollzugsanstalt mitgewirkt hat, kann er sich Zugang zu den Bauplänen verschaffen. Aufgrund deren Komplexität lässt er sie auf seinen gesamten Oberkörper tätowieren, versteckt in einer Vielzahl von Motiven. Nachdem er fast alle Beweise für seinen Plan zerstört hat, überfällt er halbherzig eine Bank, um seine Verurteilung zu erwirken und ebenfalls in das Fox-River-Gefängnis zu gelangen. Nach seiner Inhaftierung beginnt er, seinen Plan in die Tat umzusetzen, was sich jedoch als schwieriger herausstellt als ursprünglich geplant. Scofield bekommt unter anderem Probleme mit dem inhaftierten Ex-Mafiaboss John Abruzzi. Nachdem er diesen jedoch in seinen Plan einweiht, da Abruzzi Fluchtflugzeuge zur Verfügung stellen kann, arbeiten sie zusammen. Theodore Bagwell, Benjamin Miles Franklin und Scofields Zellenpartner Fernando Sucre müssen bald ebenfalls in den Plan eingeweiht werden. Auch der älteste Häftling des Gefängnisses, Flugzeugentführer Charles Westmoreland, wird in das Team aufgenommen, da er einen hohen Geldbetrag beisteuern kann.
Der einzig mögliche Fluchtweg führt durch die Krankenstation, doch das Gebäude, von dem der einzige Fluchtweg auszugehen scheint, ist der Aufenthaltsraum der Gefängniswärter. Um zu diesem Zugang zu erlangen, überredet Scofield Charles Westmoreland, ein Feuer zu legen. Dies hat zur Folge, dass die Häftlinge, die der Arbeitsgruppe angehören, den Raum anschließend renovieren müssen. Von diesem Raum aus wird ein Loch zum unterirdischen Gang in Richtung der Krankenstation gegraben. Kurz bevor Lincoln hingerichtet werden soll, will das Team seinen Plan in die Tat umsetzen. Doch unmittelbar bevor der Fluchtversuch beginnen kann, schlägt Lincoln einen Wärter nieder, um die Aufdeckung des Planes zu verhindern. Als Strafe landet er in einem Bunker, was den Plan durcheinander wirft und eine Flucht für ihn unmöglich macht. Durch eine vorgetäuschte Lebensmittelvergiftung soll Lincoln doch noch in die Krankenstation kommen und zum Ausbruch-Team stoßen. Die Flucht wird jedoch dadurch vereitelt, dass der Zugang zur Krankenstation durch ein ausgetauschtes Wasserrohr plötzlich versperrt ist. Die Exekution scheint unumgänglich, doch eine Minute vor der Vollstreckung gewährt der Richter überraschend einen zweiwöchigen Aufschub. Scofield täuscht daraufhin einen Nervenzusammenbruch vor und kommt in die Psychiatrische Station des Gefängnisses, um von dort aus an einem alternativen Fluchtweg zu arbeiten.
Zeitgleich arbeitet die Anwältin und ehemalige Freundin Lincolns, Veronica Donovan, daran, die Verschwörung um den Mord auf rechtlichem Weg aufzudecken und somit die Hinrichtung zu verhindern. Nick Savrinn, ein Mitarbeiter von Project Justice, steht ihr dabei zur Seite. Die beiden decken Stück für Stück das Komplott um die Vizepräsidentin auf, finden aber keine handfesten Beweise.
Die beiden Spezialagenten Paul Kellerman und Hale, die zum Team um die Vizepräsidentin (der sogenannten Company) gehören, versuchen währenddessen, die Aufdeckung des Komplotts um jeden Preis zu verhindern. Zusätzlich wollen sie unbedingt die Hinrichtung von Lincoln erwirken und erpressen unter anderem Gouverneur Frank Tancredi (den Vater der Gefängnisärztin Sara Tancredi) und Gefängnisdirektor Henry Pope. Agent Hale will allerdings die Zusammenarbeit mit der Company beenden und sucht Kontakt zu Veronica Donovan, um ihr mitzuteilen, dass Terrance Steadman noch am Leben ist. Kurz bevor er Veronica die Beweise überreichen kann, erscheint Agent Kellerman und ermordet Hale, da dieser auch Kellermans Namen auf die Beweisliste schrieb. Veronica kann dies nur schockiert aus ihrem Versteck mit ansehen. Schließlich findet ein Mordanschlag auf den Präsidenten statt, wodurch nun Reynolds dieses Amt bekleidet.
Sara Tancredi, die sich zu Scofield hingezogen fühlt, wird in den Fluchtplan eingeweiht. Sie lässt die Tür zur Krankenstation offen, wodurch schließlich insgesamt acht Häftlingen die Flucht gelingt. Währenddessen findet Anwältin Donovan heraus, dass auch Savrinn sie betrog, denn dieser arbeitet für John Abruzzi, der eine Sicherheit benötigt, dass Scofield ihm den Mann geben wird, dessentwegen er im Gefängnis saß. Savrinn versprach ihm, Veronica als Druckmittel für Scofield im Austausch gegen die Freiheit seines Vaters auszuliefern. Im letzten Moment entscheidet er sich jedoch dafür, Veronica in einen Flieger zu setzen, um Terrance Steadman in Montana zu finden. Daraufhin werden Savrinn und sein Vater von Abruzzis Handlanger ermordet. Veronica findet währenddessen den lebendigen Terrance Steadman. Zwischen Michael Scofields Inhaftierung und dem Ausbruch liegen ungefähr zwei Monate.

### Zweite Staffel

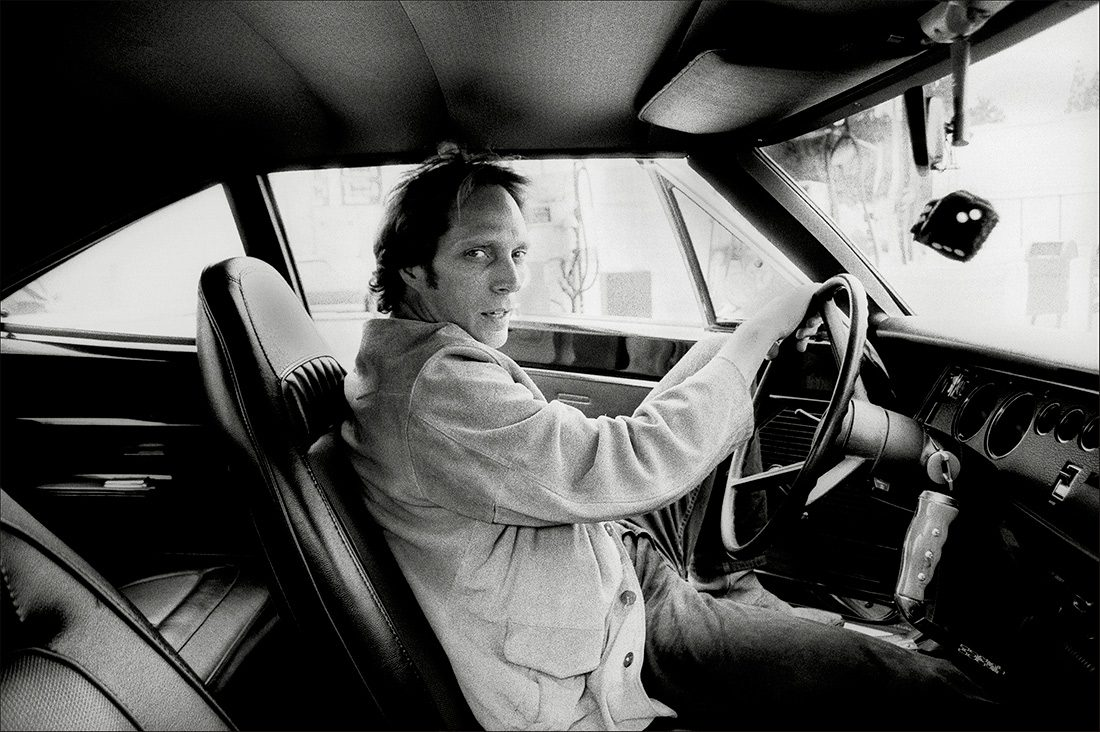
William Fichtner spielt Alexander Mahone

Die zweite Staffel beginnt acht Stunden nach dem Ausbruch der insgesamt acht Häftlinge aus dem Fox-River-Gefängnis, die sich immer noch auf der Flucht befinden. Darunter befinden sich neben den Scofield-Brüdern Fernando Sucre, John Abruzzi, Benjamin Miles „C-Note“ Franklin, Theodore „T-Bag“ Bagwell, David „Tweener“ Apolskis und Charles „Haywire“ Patoshik. Neben der Polizei werden sie von den beiden ehemaligen Gefängniswärtern Bellick und Geary verfolgt, mit dem Interesse, das Kopfgeld zu kassieren, und von Special Agent Alexander Mahone, dessen wahre Absicht jedoch ist, die Flüchtlinge zu liquidieren. Dabei handelt er im Auftrag von Bill Kim, einem der Köpfe der Company, der dafür Mahones Familie als Druckmittel benutzt. Agent Paul Kellerman wird währenddessen beauftragt, Sara Tancredi zur Herausgabe von bestimmten Informationen zu bewegen und sie anschließend zu töten.
Die Anwältin Veronica Donovan trifft auf den lebendigen Terrance Steadman und hätte nun endlich einen handfesten Beweis. Weil die Türen zu Steadmans Haus jedoch nur von außen geöffnet werden können, ruft sie die Polizei. Die erscheinenden Polizisten stellen sich aber als Company-Mitarbeiter heraus und ermorden Veronica Donovan. Donovans Versuch, Burrows auf rechtlichem Wege zu entlasten, ist damit gescheitert und die Flucht der Brüder setzt sich fort. Scofield und Burrows trennen sich später von den anderen Flüchtigen. Diese möchten zwar ihre eigenen Ziele verfolgen, treffen jedoch am Ende den gleichen Entschluss – nach Utah zu gelangen, um fünf Millionen US-Dollar zu holen, die Charles Westmoreland dort versteckt hat.
Scofield und Burrows schließen sich in Utah notgedrungen mit T-Bag und Tweener zusammen. Als sie den Verbleib des Geldes ausgemacht haben, stoßen Fernando Sucre und Benjamin Miles Franklin zu ihnen. Nach einem wirren Durcheinander schafft es T-Bag, mit den fünf Millionen US-Dollar zu fliehen. T-Bag wird im Haus seiner Ex-Freundin, das jedoch inzwischen verlassen ist, von Bellick und Geary überwältigt. Sie nehmen ihm das Geld ab. Später gelangt T-Bag wieder mit Hilfe eines Peilsenders an das Geld und tötet schließlich Geary. Für diesen Mord wird jedoch Bellick verdächtigt. Er wird im Fox-River-State-Gefängnis, seinem alten Arbeitsplatz als Wärter, inhaftiert und bekommt dort ernsthafte Probleme mit den Häftlingen.
Mittlerweile sind David Apolskis und John Abruzzi vom FBI-Agenten Alexander Mahone erschossen worden. Später begeht Charles „Haywire“ Patoshik Suizid in Anwesenheit von Mahone.
Michael und Sucre gelingt es, einen Flug nach Mexiko in die Wege zu leiten. Dabei trifft Michael urplötzlich auf seinen Vater, der gemeinsam mit Lincoln am Treffpunkt erscheint. Schließlich taucht Mahone auf, der Michaels Vater anschießt, welcher infolgedessen kurz darauf verstirbt. Scofield entschließt sich jedoch, sich zusammen mit seinem Bruder Lincoln auf die Suche nach Sara zu machen, sodass Fernando Sucre die Flucht mit dem Flugzeug alleine fortsetzt. Als Mahone bei einem Wiedertreffen die beiden Scofield-Brüder töten will, verhindert dies die Grenzpolizei. Die Brüder werden schließlich inhaftiert.
Währenddessen soll ein Kampfjet das Flugzeug mit Sucre an Bord abschießen. Sucre kann allerdings rechtzeitig abspringen und über Umwege zu seiner Freundin Maricruz gelangen.
Nachdem sich Sara Tancredi von Kellerman befreien konnte, bekommt Kellerman Schwierigkeiten mit seinem Auftraggeber Bill Kim. Kellerman soll nun zusammen mit Mahone die beiden Scofield-Brüder noch während des Gefangenentransportes töten.
Kellerman fühlt sich hintergangen und beendet die Zusammenarbeit mit der Company, schließlich wechselt er die Seite. Er bringt die Scofield-Brüder in Sicherheit und führt sie schließlich zu Terrence Steadman. Steadman begeht allerdings kurze Zeit später Suizid, seine Identität wird öffentlich nicht aufgedeckt. Währenddessen hat T-Bag seine Ex-Freundin aufgespürt und die Frau von C-Note wurde verhaftet.
Mahone holt Bellick nach einiger Zeit aus dem Gefängnis, um mit ihm zusammenzuarbeiten. Sara misstraut Kellerman und ist besorgt, weil Michael und Lincoln mit ihm zusammenarbeiten. Nun sind sie aber auf dem Weg nach Chicago, um an einen USB-Stick mit einer aufgezeichneten Konversation zwischen Terrence und seiner Schwester Caroline, die die Unschuld von Lincoln beweisen soll, zu gelangen.
C-Note bietet Mahone einen Deal an: Gegen Freilassung seiner Frau und die Behandlung seiner kranken Tochter will er Mahone zu Michael Scofield führen. Nachdem dieser Plan scheitert, fordert Mahone Franklin dazu auf, in seiner Zelle Suizid zu begehen, was von einem Gefängniswärter allerdings verhindert wird.
Mit Hilfe des ehemaligen Leiters des Fox-River-State-Gefängisses, Henry Pope, gelangen Michael, Lincoln und Sara an den USB-Stick, der Lincolns Unschuld beweisen soll und trennen sich anschließend von Paul Kellerman. Mahone bekommt den Auftrag, Scofield und Burrows zu töten.
Bei einem Empfang der ehemaligen Vize-Präsidentin Caroline Reynolds, die durch die Vergiftung des Präsidenten mittlerweile selbst zum Staatsoberhaupt der USA ernannt wurde, wird Michael Scofield von Bill Kim gefasst und unter Folter verhört. Präsidentin Reynolds erscheint und führt anschließend ein Gespräch alleine mit Michael. Mit dem Tonband will Michael eine Begnadigung für ihn und seinen Bruder erzwingen. Präsidentin Reynolds geht zunächst auf die Forderungen ein und lässt Michael frei.
Nachdem Reynolds anschließend von Bill Kim bedroht wird, verkündet sie ihren Rücktritt, so dass Michael und Lincoln ihren einzigen Ausweg nur in einer Flucht nach Panama sehen. Dort treffen sie später auch auf T-Bag, Sucre, Bellick und Mahone. Nach einigen Verwicklungen werden Bellick (wegen Mordverdachts) und Mahone (Verdacht auf Drogenhandel) in das Gefängnis Penitenciaría Federal de Sona gebracht.
Währenddessen wird Sara Tancredi in den Vereinigten Staaten wegen Beihilfe zur Flucht angeklagt. Als der ehemalige Company-Mitarbeiter Paul Kellerman sie mit stichfesten Beweisen entlastet, wird Lincoln Burrows freigesprochen, der das allerdings erst dann erfährt, als Tancredi zu seinem Bruder und ihm nach Panama kommt. Die drei treffen sich auf einem von Michael georderten Motorboot, wo Bill Kim plötzlich auftaucht. Als er Lincoln erschießen will, wird er von Sara getötet. Nach einer kurzen Flucht vor dem Militär opfert sich Michael für Sara und stellt sich selbst für den Mord. Er kommt darauf ebenfalls in das Gefängnis Penitenciaría Federal de Sona.

### Dritte Staffel

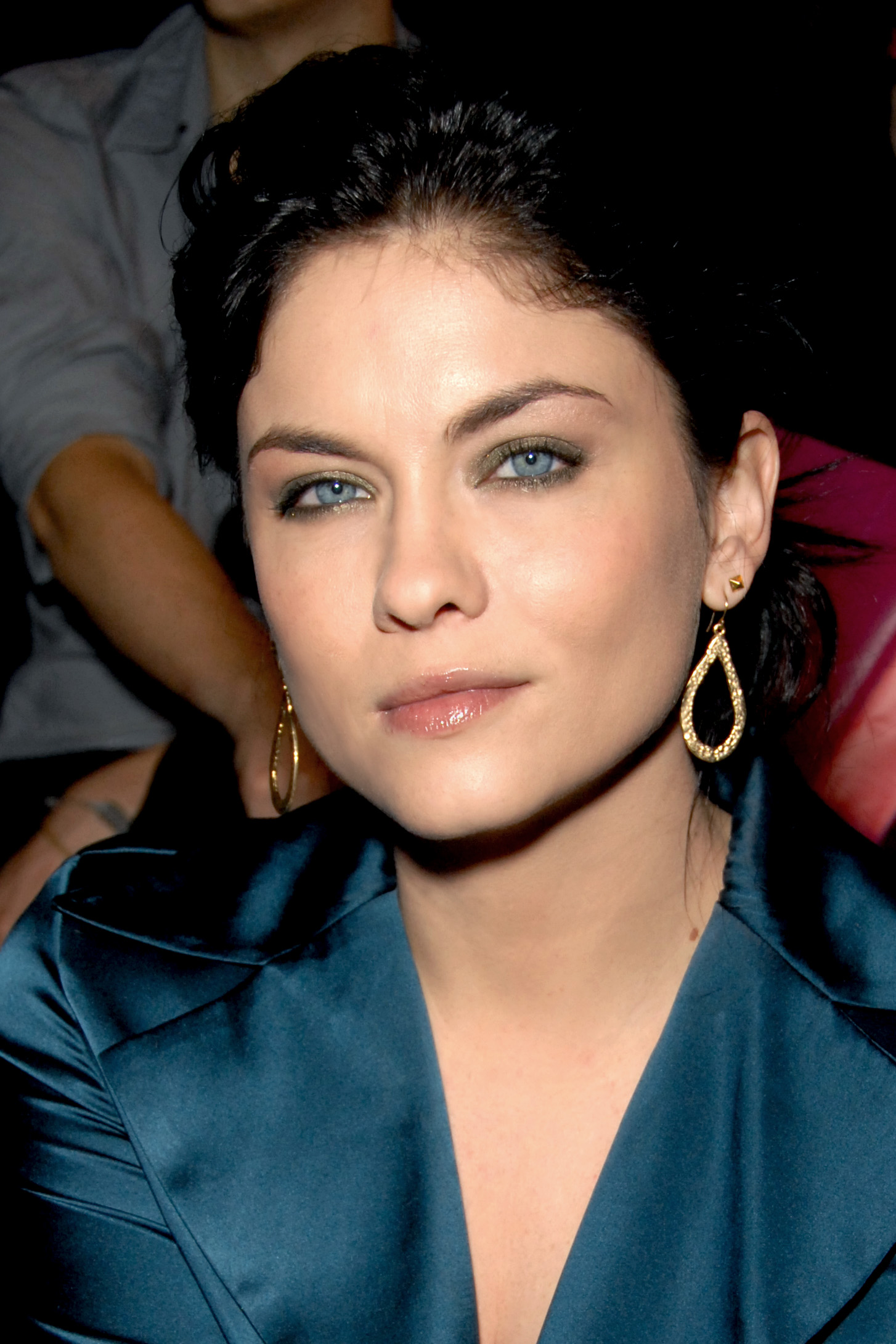
Jodi Lyn O’Keefe spielt Gretchen Morgan

Michael Scofield ist zusammen mit Mahone, Bellick und T-Bag in dem Gefängnis Sona, das sich in Panama befindet, inhaftiert. Seit dem letzten Aufstand der Gefangenen wird die Haftanstalt von den Wärtern nur noch außerhalb der Mauern kontrolliert, um Flüchtige stellen zu können. Die Gefangenen haben unter Führung des Drogenbosses Lechero ihre eigene Hierarchie eingerichtet. Einen Kampf auf Leben und Tod mit einem Mitgefangenen – die im Gefängnis vorgeschriebene Art, Streitigkeiten zu entscheiden – kann Scofield nur mit Hilfe Mahones gewinnen und somit überleben.
Susan B. Anthony – eigentlich Gretchen Morgan – trifft sich im Auftrag der Company mit Burrows. Die Company will unter anderem erreichen, dass Scofield aus Sona ausbricht und dabei den Mitgefangenen James Whistler befreit. Als Druckmittel werden Sara Tancredi und L. J. Burrows von der Company gefangengehalten.
Weil Whistler den Sohn des Bürgermeisters von Panama-Stadt ermordet haben soll, kann derjenige, der Whistler findet und tötet, aus dem Gefängnis entlassen werden. Daher lebt er versteckt eingemauert in der Kanalisation des Gefängnisses. Michael setzt nun alles daran, Whistler zu finden – und findet ihn auch.
T-Bag hat sich mittlerweile das Vertrauen von Lechero erarbeitet. Durch eine Unachtsamkeit wird das letzte Wasser im Gefängnis verschüttet, was beinahe eine Revolte unter den Gefangenen auslöst. Gleichzeitig findet auch Mahone Whistlers Versteck und will ihn an Lechero ausliefern. Scofield stellt aber mit einer gezielten Sprengung im Leitungssystem die Trinkwasserversorgung wieder her, verhindert dadurch die Revolte – und als Dank verzichtet Lechero auf Whistlers Auslieferung.
Um auch ein Druckmittel zur Rettung von Sara und seines Sohnes zu haben, nimmt Lincoln Burrows Whistlers Freundin Sofia den Inhalt eines Bankschließfaches ab. Lincoln wird aber bald gezwungen, das darin enthaltene Buch an die Company weiterzugeben. Als er eine Kopie aushändigt, wird das von der Company bemerkt. Lincoln besteht auf einem Lebenszeichen von Sara und seinem Sohn L. J., ansonsten droht er, dass Michael nicht mit Whistler aus Sona ausbrechen werde. Daraufhin erhält Lincoln Bilder der beiden, auf denen Sara eine aktuelle Tageszeitung in den Händen hält und unbemerkt ihren Aufenthaltsort mitteilt. Lincoln erkennt den verdeckten Hinweis auf dem Bild und nun versucht Michael, an das einzige Mobiltelefon in Sona zu kommen – Lecheros Telefon. Michael gelingt es, T-Bag zu erpressen und durch ihn an das Handy zu gelangen. Michael telefoniert mit Lincoln und führt ihn dorthin, doch die Entführer können mit L. J. und Sara entkommen. Gretchen warnt Lincoln davor, so etwas nochmal zu versuchen. Um dies zu verdeutlichen, legt sie ihm ein Päckchen in die Garage des Hotels, in dem sich der abgetrennte Kopf einer Frau befindet. Wegen des Schocks glaubt Lincoln, dass es sich um den von Dr. Sara Tancredi handelt.
Michael, der von Saras scheinbaren Tod zunächst nicht in Kenntnis gesetzt wird, gelingt es, eine Zelle seiner Wahl von Lechero zu erhalten. Dazu verursacht er durch einen Trick einen Stromausfall, der Lechero von seiner Hilfe abhängig macht.
Um die Flucht aus Sona zu ermöglichen, wird Fernando Sucre mit Hilfe von Lincoln und Gretchen für die Stelle als Leichenentsorger in Sona eingesetzt. Mit einer Chemikalie gegen Verwesungsgeruch, die ebenfalls die Eigenschaft besitzt, Metall zu zersetzen, wird der Zaun benetzt.
T-Bag versucht derweil, seine Position in Sona zu begünstigen, indem er einen von Lecheros Leuten umbringt, um dadurch dessen Platz als Drogendealer einnehmen zu können. Als sein Plan aufgeht, versucht er als erstes, Mahone als Kunden zu gewinnen. Michael bietet Mahone an, ihn bei der Flucht mit ins Boot zu nehmen, mit der Hoffnung ihn dadurch ruhigstellen zu können, jedoch mit dem Hintergedanken, ihn im letzten Moment fallen zu lassen. Doch Mahone, dessen Entzugserscheinungen inzwischen sogar Halluzinationen mit sich bringen (Haywire erscheint ihm), schätzt die Situation richtig ein und versucht Michael mit einem Messer einzuschüchtern. Mahone wird vorgeladen, um einem Richter im Austausch für die Freiheit alles über die Company zu erzählen. Er ist dazu jedoch wegen der Entzugserscheinungen nicht in der Lage und wird später wieder in Sona eingeliefert.
Nach einem gescheiterten Versuch, mit Whistler aus Sona auszubrechen, wird Lechero vom Oberwärter von Sona entmachtet. Lechero verbündet sich daraufhin mit Michael. Zusammen beschließen sie, einen Tunnel in einem unterirdischen Kanalsystem zu graben, der von Lecheros Zelle aus erreichbar ist.
Währenddessen bemerkt Sofia, Whistlers Lebenspartnerin, dass ihr Mann doch nicht so unschuldig ist. Sie entdeckt mehr und mehr, wer sich hinter dem Namen James Whistler befindet, und wird ihm gegenüber immer skeptischer. Schließlich wird sie von Gretchen ebenfalls gefangen genommen und als Druckmittel verwendet. Auch ein Versuch der Company, Whistler mit einem Hubschrauber vorzeitig aus Sona zu befreien, scheitert.
Bei einem weiteren Fluchtversuch werden T-Bag, Bellick und Lechero gefangen genommen. Mahone, Whistler, Michael und ein weiterer Gefangener, Luis, nutzen die Ablenkung der Wärter, wodurch ihnen die Flucht durch den zerstörten Zaun gelingt. Durch Zufall wird jedoch Sucre festgehalten und ebenfalls in Sona inhaftiert. Michael arrangiert in einem Museum einen Austausch von Whistler gegen L. J. und Sofia.
Am Ende der dritten Staffel bleiben Bellick, T-Bag und Sucre in Sona inhaftiert. T-Bag erzählt Lechero von einer angeblich korrupten Wache, die sich für 50.000 Dollar bestechen lasse. Lechero wird von T-Bag getötet, nachdem er das Geld besorgt hat. Mit einer mitreißenden Ansprache und Lecheros Geld gewinnt T-Bag das Vertrauen der Gefangenen für sich. In einer Schlussszene sieht man, wie Whistler Mahone einen Job bei der Company anbietet und dieser einwilligt. Lincolns Sohn und Sofia scheinen in Sicherheit zu sein. Michael entschließt sich – anstelle mit ihnen und seinem Bruder in Sicherheit zu gehen – für einen Rachefeldzug gegen Gretchen, um sie zu jagen und zur Strecke zu bringen.

### Vierte Staffel

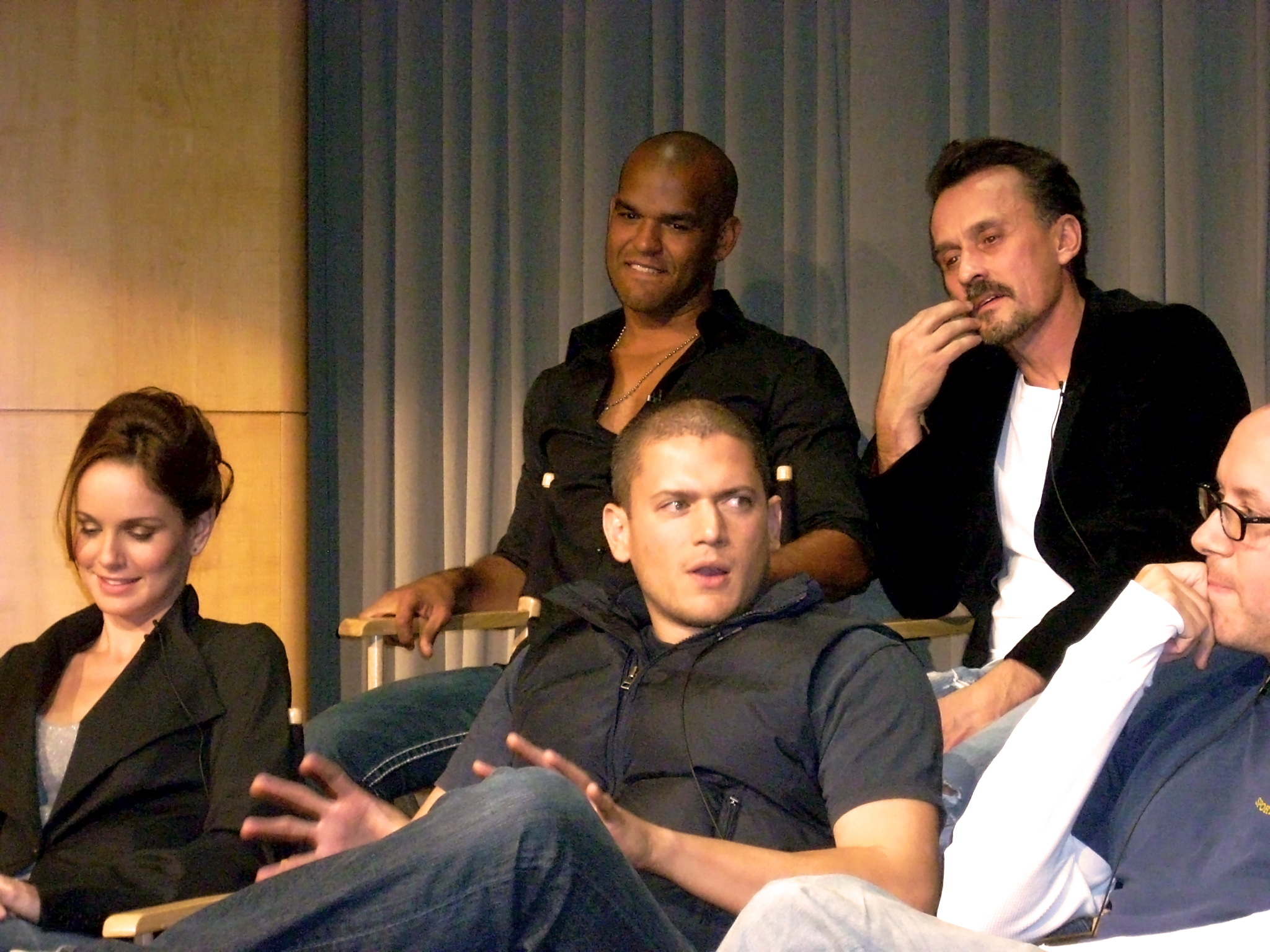
Amaury Nolasco, Robert Knepper, Sarah Wayne Callies, Wentworth Miller und Matt Olmstead (2008)

Vor Beginn der vierten Staffel hat Michael Scofield Gretchen und Whistler bis nach Los Angeles verfolgt. Michael ertappt die beiden, als diese dabei sind, eine Speicherkarte mit dem Namen Scylla zu stehlen. Als Michael sich an Gretchen wegen Saras Tod rächen will, erfährt er, dass Sara noch am Leben ist. Whistler kopiert die Karte ohne Gretchens Wissen, weshalb diese von Wyatt, einem Mitglied der Company, in deren Auftrag festgesetzt und später auch gefoltert wird. Whistler selbst wird wenig später von Wyatt erschossen.
Unterdessen gelingt T-Bag, Sucre und Bellick nach einem Gefangenenaufstand in Sona die Flucht. Im Auftrag des Homeland-Security-Agenten Donald „Don“ Self sollen Michael, Sara, Lincoln, Mahone, Sucre, Bellick und der Hacker Roland Scylla finden. Anderenfalls sollen sie inhaftiert werden. Es gelingt ihnen, den Inhalt der gesuchten Speicherkarte, die sich in einem hochgesicherten Penthouse befindet, zu kopieren und auszulesen. Allerdings stellt Roland fest, dass der Karteninhalt nur ein Teil eines größeren Archivs ist und es noch fünf weitere Karten zu finden gilt. Scofield filmt sämtliche Card-Holder bei einem geheimen Treffen. T-Bag versucht währenddessen ebenfalls, Scylla mit Hilfe von Whistlers Vogelbuch zu finden. Letzterer hatte es beim Ausbruch aus Sona dort verloren, T-Bag hatte es vor Ort gefunden, doch da es lediglich kryptische Anleitungen beinhaltet, gestaltet sich das Vorhaben schwierig. Bei der Gate Corporation tritt T-Bag anstelle des toten Whistler unter dessen Pseudonym als Cole Pfeiffer auf, wo er herzlich vom Chef empfangen wird und ein eigenes Büro erhält – der Ort, wo T-Bag nach Hinweisen aus dem Buch weitersuchen will.
Roland hat ein Gerät entwickelt, das automatisch Datenträger in unmittelbarer Nähe ausliest. Die Daten der zweiten Karte erhält die Gruppe von einer Begleiterin eines türkischen Diplomaten bei einem öffentlichen Auftritt. Durch einen Tresor im Finanzministerium erhalten sie die Daten der dritten Karte, wobei sie sich als Putzmannschaft tarnen. Xing, ein Handelspartner Whistlers, taucht bei Cole Pfeiffer alias T-Bag auf und droht ihn zu töten, sofern er nicht innerhalb von kurzer Zeit Scylla beschafft. Inzwischen schafft es die Gruppe, die vierte Karte zu kopieren – jedoch wird Mahone dabei verhaftet und ins Polizeirevier gebracht. Dadurch, dass Mahone von der Gruppe während der Vorladung befreit wird, kann er knapp dem Killer Wyatt entkommen.
Gretchen kann aus der Gefangenschaft der Company flüchten. Sie spürt T-Bag in seinem Haus auf und zwingt ihn zu einer Zusammenarbeit. Er lockt Michael, Mahone und Bellick erfolgreich in eine Falle, Mahone kann jedoch entkommen und benachrichtigt Agent Self. Michael hingegen kann unter Zwang den nächsten Hinweis aus dem Vogelbuch entschlüsseln. Sie müssen in das Hinterzimmer von Bagwells Büros, wo sich der Einstieg zu einem geheimen Raum befindet, durch den man zu Scylla gelangen kann. Mahone erhält einen Hinweis, so dass T-Bag überwältigt werden kann. Als Michael und Mahone zusammen mit Agent Self das Gebäude verlassen, werden sie von Gretchen angerufen und finden einen Umschlag mit einer weiteren Seite des Vogelbuches. Währenddessen sind Lincoln, Sucre, Roland und Sara in Las Vegas, um dort den Inhalt der fünften Karte zu kopieren. Dies gelingt Sucre, aber Rolands Gerät wird von Sicherheitskräften beschlagnahmt, da Roland als Spieler bekannt ist und sich trotz eines Hausverbots im Casino aufhält. Durch den Verlust des Kopiergeräts planen Michael und seine Anhänger, die letzte fehlende Karte, die sich im Besitz von General Krantz befindet, zu stehlen. Roland nimmt währenddessen Kontakt zu Wyatt auf, um ihm den Aufenthaltsort von Scofield und seinen Anhängern gegen Geld zu verraten, wird aber bei einem Treffen von Wyatt getötet. Wyatt kann noch am Ort des Geschehens von Michael, Lincoln und Mahone überwältigt werden. Er wird später verhört, gefoltert und aus Rache von Mahone getötet, da er dessen kleinen Sohn umgebracht hatte. General Krantz befiehlt währenddessen, Scylla zu verlegen. Scofield kann weitere Hinweise in dem Vogelbuch von Whistler entschlüsseln – und den Raum identifizieren, wo die fehlenden Teile des Kartenpuzzles zu finden sind. Eine mannshohe Wasser-Hauptleitung versperrt allerdings den Weg zu dem geheimen Raum, in dem sich Scylla befindet. Indem sie die Wasserversorgung sabotieren, beidseitig ein Loch bohren und selbst ein Rohr als Brücke verwenden, finden sie einen Weg zu Scylla. Kurz bevor die Wasserversorgung wieder eingeschaltet wird, rutscht jedoch das extrem schwere Rohr von einem Balken ab. Brad Bellick kann das Rohr im letzten Augenblick aufrichten, opfert sich dadurch aber und stirbt, nachdem die Wasserversorgung wieder aktiviert und das Rohr durchflutet wird.
Scylla scheint nun in greifbarer Nähe, doch Gretchens Versuch, bei einem Rendezvous mit Krantz die letzte und sechste Karte zu stehlen, misslingt, sodass die anderen mit nur fünf Scylla-Karten versuchen müssen, an den Computer, mit dem man Scylla dekodieren kann, heranzukommen, bevor Scylla verlegt wird. Michael hat im Verlauf der Handlung Nasenbluten und Schwächeanfälle, was sich nach einer Analyse im Krankenhaus als ein Symptom eines Tumors erweist. Die Situation spitzt sich zudem ebenfalls zu, weil T-Bag feststellt, dass seine Sekretärin zusammen mit Agent Self für das FBI arbeitet, woraufhin T-Bag sein gesamtes Büro-Stockwerk mit Waffengewalt und Gretchens Hilfe in Geiselhaft nimmt. Zur selben Zeit gelingt es Michael und seiner Crew, an Scylla zu gelangen. Michael löst den Alarm des Sicherheitssystems aus, um der Company eine Falle zu stellen. Krantz fährt direkt aus seinem Büro mit dem Aufzug zu Scylla, um Michael zu stellen und zu töten. Er und seine Company-Agents können allerdings von Sucre, Burrows und Mahone überwältigt und die Karte des Generals schließlich entwendet werden. Als Scylla in Selfs Händen ist, finden Michael und die anderen heraus, dass dieser nur am Verkauf und nicht an der offiziellen Sicherstellung von Scylla interessiert ist. Bei einem Verkaufsversuch, den Self in Kooperation mit Gretchen arrangiert hatte, stellt sich heraus, dass Michael ein Teil des Chips aus Sicherheitsgründen behalten hat. Selfs Erbeutungsversuch scheitert, doch in den verwendeten Rauchbomben befinden sich Kameras, wodurch er an das fehlende Stück kommt. Michael hingegen wird von dem General aufgespürt und in das Company-Gebäude gebracht. Dort wird er einer lebenswichtigen Operation unterzogen und sein Tumor entfernt. Anschließend erfährt er, dass seine Mutter namens Christina Rose Scofield noch lebt und für die Company arbeitet. Michael kann aus seiner Kur, die ihn als Company-Mitarbeiter rekrutieren soll, flüchten. Im weiteren Verlauf gelangt Scylla in die Hände von Christina.
Lincoln will für die Company Scylla wiederbeschaffen, im Gegenzug soll dafür den Familienmitgliedern aller Beteiligten nichts passieren, doch Michael will genau dies verhindern. Christina Scofield befiehlt einen Anschlag auf General Krantz, den er jedoch schwer verletzt überlebt. Es kommt zu einem geheimen Treffen zwischen Lincoln und Christina. Christina warnt Lincoln davor, nicht mehr zum Treffpunkt zurückzukehren und abzuwarten, bis Scylla verkauft ist. Schließlich kann Michael einen Forscher namens Sandinsky entführen, wird jedoch im letzten Augenblick von Christinas Leuten aufgehalten. Lincoln erscheint, kann Michael retten und nimmt Sandinsky mit zu seinem Versteck.
Michael kann seine eigene Mutter kidnappen, doch diese entkommt später wieder. Christina offenbart, dass nur Michael ihr richtiger Sohn sein soll – Lincoln dagegen sei adoptiert. Christina kann Michaels Vorgehensweise oftmals durchschauen, da sie ein ähnliches Genie zu sein scheint. So kann sie unter anderem an Saras Gesichtszügen deren Schwangerschaft ableiten. Christina gelangt wieder in den Besitz von Scylla und schafft es, Lincoln und Michael den Mord durch ein Attentat auf den Sohn des indischen Premierministers anzuhängen. Christina will einen Krieg zwischen China und Indien anzetteln, bei dem sie die Waffentechniken Scyllas an beide Seiten verkaufen könnte. Schließlich kann Michael abermals an Scylla gelangen, doch bei der Flucht wird Lincoln von Christina gefangen genommen. Christina verwendet Lincoln als Druckmittel und droht ihn zu töten, falls Michael ihr nicht Scylla beschaffen sollte. General Krantz, der weiterhin Scylla wiederhaben möchte, droht dagegen mit dem Tod von Sara und der Familienmitglieder von Self, Mahone und Burrows – als Beweis dafür, dass es der General wirklich ernst meint, wird Don Selfs im Rollstuhl sitzende Frau von einem Company-Mitarbeiter erschossen. Michael und Mahone, die hin- und hergerissen sind, sind nun gezwungen zu handeln. Michael baut eine Scylla-Attrappe mit Sprengstoff, die Mahone zu Christina bringt. Eine leere Box versteckt Michael an einem von General Krantz vereinbarten Ort. Michael gelangt über die Außenfassade des Hotels in die Wohnung, in der sich nun nur T-Bag und Sara befinden. T-Bag ist inzwischen ein Anwärter eines Company-Agenten geworden und will Sara vergewaltigen. Michael schlägt T-Bag nieder und flieht anschließend mit Sara.
Lincoln, Mahone, Sara und Michael überlegen, was sie nun mit Scylla machen sollen, als sich der ehemalige Agent Kellerman bei ihnen über das Handy meldet. Es stellt sich heraus, dass er in der zweiten Staffel nicht getötet wurde und dass er sich ein neues Leben aufgebaut hat, um die Company endgültig zu vernichten. Die UN ist sichtlich an der Aufklärung des gesamten Falls interessiert. Krantz, der gerade T-Bag für sein Versagen exekutieren will, erhält über Saras Handy, in dessen Besitz er noch ist, einen Anruf Sucres. Sucre soll eine Falle gestellt werden, doch kooperiert Sucre mit dem ebenfalls zurückgekehrten Benjamin Miles „C-Note“ Franklin, der nun für Kellerman und die UN arbeitet. Sara und Mahone bestehlen in derselben Zeit ein Krankenhaus, um Lincolns Schusswunde zu behandeln. Dabei wird Mahone von den FBI-Agenten verhaftet, die bei dem dort liegenden Don Self standen, nachdem dieser verwundet einige Zeit vorher aus General Krantz’ Gewahrsam flüchten konnte. Da Self eine mögliche Gefahr für Christina darstellt, wird er von ihren Leuten vergiftet, so dass dieser auf Lebenszeit weitreichend gelähmt sein wird. Als Sara zurück ans Auto kommt, wird dieses von der Company überfallen. Michael, Lincoln und Sara werden zu General Krantz gebracht, der mit der Hinrichtung Sofia Lugos droht, die im Ausland von Company-Agenten festgehalten wird, da Michael angibt, Scylla nicht mehr zu besitzen. Genau in dem Zeitpunkt stürmen C-Note und Sucre den Raum, schalten die Company-Agenten aus und zwingen Krantz, Sofia freizulassen. Die Gruppe will Scylla zu Kellerman bringen, doch sie werden von Christina überfallen, die das Scylla-Versteck gefunden hat. Christina wird von Sara getötet, bevor diese Michael töten kann.
Schließlich wird Scylla zur UN gebracht und alle bis auf T-Bag begnadigt. Michael und Sara umarmen sich glücklich, endlich alles hinter sich gebracht zu haben.
Die Handlung springt vier Jahre in die Zukunft: General Krantz kommt auf den elektrischen Stuhl. Michaels Sohn und seine Mutter Sara, Lincoln, Sucre sowie Mahone machen sich allesamt an unterschiedlichen Orten fertig, um zu einem besonderen Ereignis zu fahren. Die vierte Staffel endet damit, dass diese vor einem Grabstein stehen, auf dem steht:
Englisches Original
Michael J. Scofield – October 8, 1974 – November 4, 2005 – Husband, Father, Brother, Uncle, Friend – „Be the change you want to see in the world“
Deutsche Übersetzung
Michael J. Scofield – 8. Oktober 1974 bis 4. November 2005 – Ehemann, Vater, Bruder, Onkel, Freund – „Sei du selbst die Veränderung, die du dir wünschst für diese Welt“ (Gandhi)

### The Final Break
Der Film Prison Break – The Final Break, der nach Ausstrahlung der vierten Staffel erschien, klärt offene Fragen aus dieser. Die Handlung startet einige Wochen nach der Begnadigung. Michael und Sara heiraten am Strand. Die anschließende Feier wird vom FBI gestürmt, das Sara festnimmt und für den Mord an Christina Rose Scofield, Michaels Mutter, verantwortlich macht. Sara kommt daraufhin in ein Frauengefängnis, obwohl sie noch nicht verurteilt ist. Der General, der ebenso wie T-Bag im Männertrakt desselben Gefängnisses einsitzt, setzt ein Kopfgeld in der Höhe von 100.000 $ auf Saras Tod aus, die daraufhin beim Essen vergiftet wird, jedoch überlebt.
Michael beschließt daraufhin, seine Frau aus dem Gefängnis herauszuholen, um sie vor den dort lauernden Gefahren zu beschützen. Innerhalb des Gefängnisgeländes treffen sich die beiden während des Fluchtakts in einem Gebetshaus, von wo aus sie bis zu einer Tür in einem Kellerraum vorstoßen, die sich jedoch nicht öffnen lässt. Michael opfert sich daraufhin selbst, indem er zwei Starkstromkabel mit bloßen Händen zusammenführt und so die Verriegelung der Tür kurzzeitig öffnet. Sara trifft hinter der Tür auf Mahone, Lincoln und Sucre.
Der Film endet mit einer Szene, in der Lincoln und Sara auf einer Yacht ein von Michael vor seinem Tod aufgenommenes Video ansehen, in dem er sagt, wie sehr er beide liebt und erklärt, dass er auf Grund seines doch wieder aufgelebten Gehirntumors sowieso bald gestorben wäre und deshalb sein Leben gegeben habe, um seine Frau und Kind zu retten.

### Fünfte Staffel

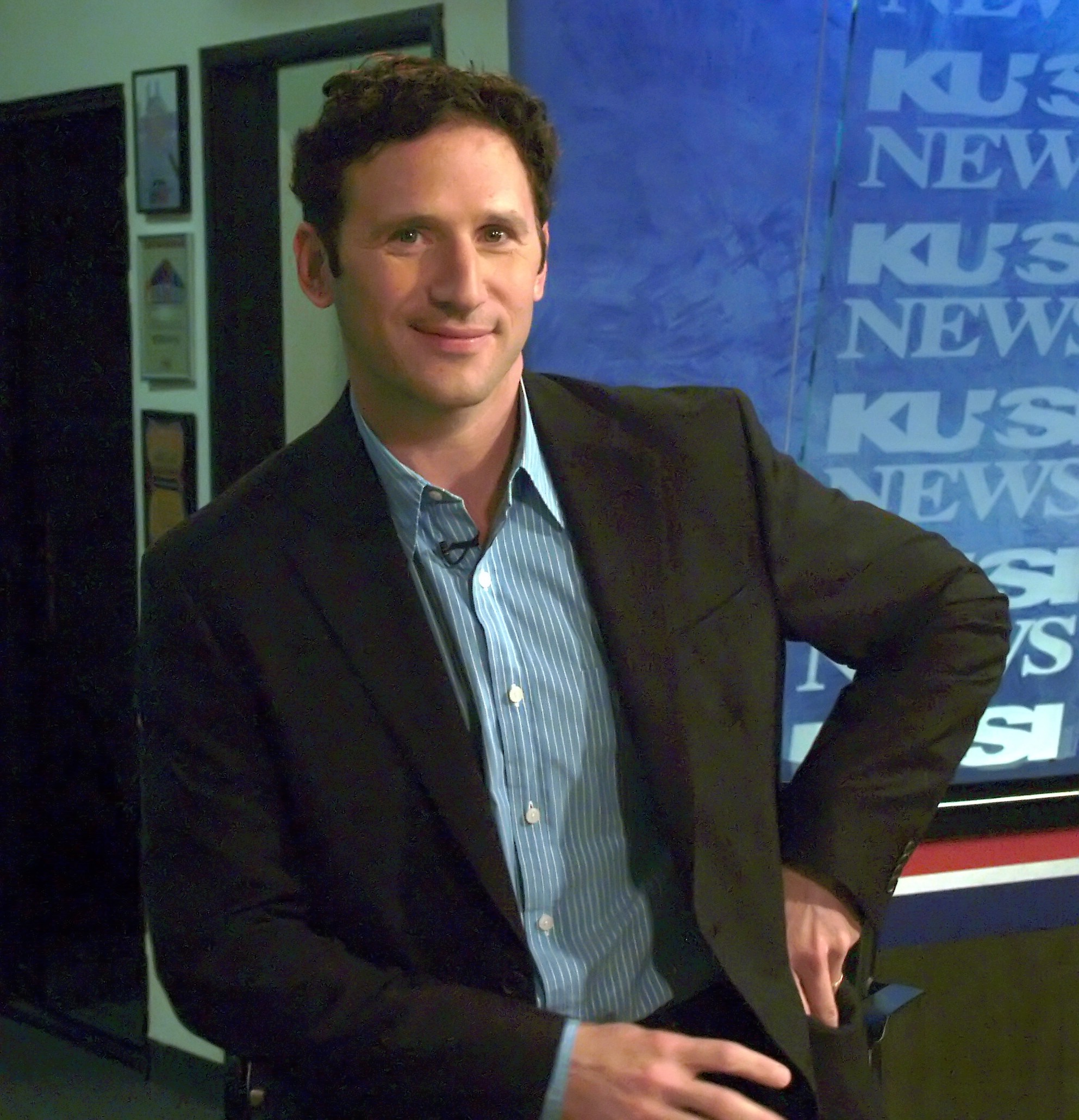
Mark Feuerstein spielt Jacob Anton Ness

Die fünfte Staffel spielt sieben Jahre, nachdem Michael seinen Tod vortäuschte. Sara ist neu verheiratet mit Jacob Anton Ness und lebt mit ihm und ihrem und Michaels Sohn Mike in einem gemeinsamen Haus. Lincoln Burrows hat sich von Sofia getrennt und ist in die USA zurückgekehrt, wo er zurück in kriminelle Kreise geraten ist. T-Bag wird aus dem Gefängnis entlassen und erhält einen Umschlag mit einem Brief, der anscheinend von Michael stammt, woraufhin er sich mit Lincoln in Verbindung setzt. Lincoln hält Umschlag und Brief für eine Fälschung und kontaktiert daraufhin Sara, die jedoch nicht glaubt, dass Michael noch am Leben ist. Lincoln steht daraufhin vor dem Grabstein von Michael, der zu dem der vierten Staffel leicht abweicht und ein anderes Todesdatum aufweist:
Englisches Original
Michael J. Scofield – October 8, 1974 – November 4, 2010 – Husband, Father, Brother, Uncle, Friend – „Be the change you want to see in the world“
Deutsche Übersetzung
Michael J. Scofield – 8. Oktober 1974 bis 4. November 2010 – Ehemann, Vater, Bruder, Onkel, Freund – „Sei du selbst die Veränderung, die du dir wünschst für diese Welt“ (Gandhi)
Lincoln öffnet Michaels Grab daraufhin und stellt fest, dass sich keine Leiche in Michaels Grab befindet. Anschließend wird ein Attentat auf Lincoln ausgeübt, das er ohne größere Verletzungen überlebt. Kurze Zeit später stürmt eine Frau in das Haus von Sara und ihrem Ehemann und fängt daraufhin einen Schusswechsel zwischen ihr und Saras Ehemann Jacob an, bei dem letzterer verletzt wird. Durch das Eintreffen der Polizei wird die Frau verscheucht. Die Vorfälle stehen offensichtlich in Verbindung miteinander.
Lincoln schaut sich erneut den Brief von Michael an und entdeckt im Bild eine Botschaft, die auf Ogygia, ein Gefängnis im Jemen hinweist. Er recherchiert über die Insassen, doch sein Bruder ist dort nicht aufgeführt. Er sieht sich somit gezwungen, vor Ort nach ihm zu suchen. Er kontaktiert ihren alten Mitstreiter C-Note, der mittlerweile sehr religiös geworden ist und gewinnt somit Kontakte im Jemen. Auch Sucre will sich den beiden anschließen, doch bleibt auf Rat von C-Note in den USA. Am Flughafen im Jemen werden sie von einem falschen Kontaktmann in eine Garage gelockt und dort angegriffen. Eine Frau namens Sheba kann ihnen zur Flucht verhelfen und gibt den beiden eine sichere Bleibe. Gemeinsam besuchen sie Ogygia und stellen fest, dass Michael unter dem Namen Kaniel Outis als gefährlicher Terrorist im Gefängnis sitzt. Er behauptet, Lincoln und C-Note nicht zu kennen und verschwindet wieder in seiner Zelle.
Sheba scheint der Name Kaniel Outis ein Begriff zu sein und sie will mit Lincoln und C-Note nichts mehr zu tun haben, doch diese bieten ihr Geld, um ihnen weiterhin zu helfen. Michael bereitet unterdessen einen Ausbruch gemeinsam mit dem inhaftierten IS-Führer Abu Ramal vor. Dabei zur Seite stehen ihm seine rechte Hand Whip, der auf Drogenentzug befindliche Koreaner Ja und Sid, der wegen seiner Homosexualität inhaftiert ist. Lincoln und C-Note erhalten eine Nachricht, die sie auffordert, den „Scheich des Lichts“ aufzusuchen. Hinter diesem steckt Sids Vater, der Leiter des Elektrizitätswerkes, der bei dem Ausbruch eine wichtige Rolle spielt. Lincoln, C-Note und Sheba befreien ihn aus den Fängen des IS und Shebas Peiniger Yasser und versprechen, ihm und seiner Tochter außer Landes zu helfen. Währenddessen wird Sara mit einem Video in Kenntnis darüber gesetzt, dass Michael noch an Leben ist. Sie bittet das State Department um Hilfe, wobei sie auf Paul Kellerman trifft. Er klärt sie über Michaels Identitätsannahme von Kaniel Outis auf und weist sie auf das Gerücht hin, dass er einen hochrangigen CIA-Mann ermordet hätte.
Michael lässt Lincoln und C-Note eine Nachricht zukommen, die den Treffpunkt nach dem Ausbruch kennzeichnet. Dort finden sie etliche Bilder von Michael und Abu Ramal sowie den gesamten Plan. Sara wird weiterhin von der Frau verfolgt, die in ihr Haus eingebrochen war und nun in Begleitung des Mannes unterwegs ist, der einen Anschlag auf Lincoln verübte. Es stellt sich heraus, dass außerdem ihr Handy gehackt wurde, woraufhin sie Kellerman verdächtigt. Sie nimmt Kontakt zu T-Bag auf und weiht ihn ein. Dieser soll fortan herausfinden, um wen es sich bei den beiden Verfolgern handelt. Sheba und Lincoln beantragen gefälschte Pässe, bei deren Übergabe sie attackiert werden. Sheba wird von Yasser gefoltert, kann aber von Lincoln befreit werden. Michael und Whip inszenieren einen Streit, woraufhin es zu einem Einschluss kommt. Diesen nutzen sie für einen ersten Fluchtversuch, nachdem C-Note und Sids Vater für einen Stromausfall sorgten. Ramal wird dabei vernachlässigt, jedoch misslingt der Ausbruch. Michael, Whip und Ja sowie auch Ramal kommen in Einzelhaft.
T-Bag stattet Kellerman einen Besuch ab. Dabei wird deutlich, dass er weder Saras Handy gehackt hat, noch etwas mit den beiden Verfolgern, die sich als die Auftragskiller A&W und Van Gogh entpuppen, zu tun hat. Er führt das ganze auf einen CIA-Agent, der den Decknamen Poseidon besitzt, zurück. Kellerman wird kurz darauf von A&W und Van Gogh ermordet, T-Bag kann fliehen. Er kann daraufhin ein Treffen der beiden Killer mit Jacob beobachten. Währenddessen versuchen Lincoln, Sheba und C-Note, Michael mit einer Begnadigung aus dem Gefängnis zu holen, doch durch den näher rückenden Krieg und Aufstände der Gefangenen ist Ogygia unzugänglich und verloren. Lincoln will Michael von außen aus dem Gefängnis befreien und bittet C-Note und Sheba darum, am Flughafen zwei Plätze für sie freizuhalten. Michael, Sid, Ja und Whip schaffen es jedoch selbst zu fliehen, wobei sie sich jedoch wieder mit Ramal zusammentun mussten. Nachdem die Ausbrecher draußen von Ramals Leuten überrumpelt wurden, sollen sie nun vor laufender Kamera hingerichtet werden. Lincoln trifft am Schauplatz ein und schafft es, Ramal zu töten sowie Michael, Sid, Ja und Whip zu befreien. Nun werden sie vom gesamten IS gejagt.
Sara wird von T-Bag informiert, dass Jacob mit A&W und Van Gogh unter einer Decke steckt und somit wahrscheinlich hinter dem Namen Poseidon steckt. Dieser macht ihr nach einer Konfrontation weiß, dass er unschuldig sei und gewinnt Saras Vertrauen zurück. Die flüchtigen Ausbrecher planen währenddessen, wie sie das Land verlassen können. Dabei erzählt Michael seinem Bruder, weshalb er seinen Tod vortäuschen musste; so war er gezwungen für den CIA-Agenten Poseidon, Anführer der CIA-Splittergruppe 21 Void, bei der auch A&W und Van Gogh Mitglied sind, Terroristen aus Gefängnissen zu holen, um als Gegenleistung die Freiheit von ihm, Lincoln und Sara zu erlangen. Kellerman war nicht befugt, die Anklagepunkte fallen zu lassen. Jeglicher Kontakt wurde Michael verboten.
Ein gescheiterter Fluchtversuch über den Bahnhof führt die fünf zum Flughafen, wo C-Note und Sheba ein Flugzeug klarmachen konnten und nur noch auf die Flüchtigen warten. Auf dem Weg werden sie jedoch ein weiteres Mal vom IS aufgehalten. Dabei tötet Yasser Sid. C-Note und Sheba müssen infolgedessen abheben, bevor die verbliebenen vier eintreffen, da der IS bereits auf das Rollfeld vorrückt. Als Alternative kontaktieren sie Shebas Kontaktmann Omar. Dieser hilft ihnen nach einem versuchten, aber missglückten Hinterhalt auf die vier. Gemeinsam peilen sie das IS-freie Dorf Phaecia an. Auf dem Weg nimmt Michael Kontakt mit einem Vertrauten, Blue Hawaii, auf. In der Zwischenzeit schicken A&W, Van Gogh und weitere Agenten eine Drohne, um sie auszuspionieren. Van Gogh informiert heimlich einige IS-Truppen, bei denen auch Yasser Teil ist. Bei dem Gefecht stirbt Omar. Yasser verfolgt die fünf durch die Wüste, die Teil des Weges nach Phaecia ist, weshalb sich Michael vom Rest der Gruppe trennen muss, um Yasser in die Irre zu führen. Bei einem Kampf verletzt Michael sich, schafft es aber zu Fuß bis nach Phaecia.
Da Michael ärztliche Hilfe braucht und diese im Dorf nicht bekommt, ruft Lincoln Sara an, da ein Krankenhaus wegen der Fahndung nach Kaniel Outis zu unsicher ist. Mit einem Schmugglerschiff gelangen Lincoln, Michael und Whip nach Kreta. Ja bleibt in Phaecia. Sara behandelt ihn in einem Hotelzimmer, während er Sara erklärt, dass Jacob Poseidon wäre und er somit eine Gefahr für ihren Sohn Mike wäre. Lincoln und Whip bitten Sucre um Hilfe. Dieser arbeitet auf einem Frachter, der ihnen eine unerkannte Einreise ermöglichen kann. Diese verläuft jedoch nicht problemlos, denn Michael wird erkannt und das Militär rückt an. Der Gruppe gelingt die Flucht. Sie kommen in Marseille an. Dort arrangiert Lincoln mit Hilfe von John Abruzzis Sohn Luca einen Flug in die USA. Michael erfährt währenddessen, dass Sara und Mike in Jacobs Gewalt sind.
A&W und Van Gogh scheitern daran, Michael am Flughafen abzufangen. Michael und Lincoln versuchen anschließend einen Deal mit Luca Abruzzi zu schließen, da Lincoln ihm Geld schuldet. Abruzzi lässt sich darauf nicht ein und beabsichtigt, die beiden zu töten. Sheba und C-Note befreien sie aus deren Fängen. Unterdessen wird Whip zum Lake Michigan geschickt, um dort ein mit Blut gefülltes Paket aus dem Wasser zu fischen. Er trifft daraufhin auf T-Bag und erfährt, dass dieser sein Vater ist.
Michael, Sheba und Lincoln tricksen A&W und Van Gogh aus und gelangen so zu Jacob. Nachdem sie ihn verfolgen, durchsuchen sie seinen Wagen und stoßen auf ein gemaltes Bild. Sie vermuten, dass dieses von Mike stammt, tappen aber in eine Falle. So statten sie dem in dem Bild verstecken Standort einen Besuch ab, an dem sie A&W und Van Gogh erwarten. Lincoln wartet im Auto, während Michael das Haus betritt. A&W will Michael und seinen Sohn töten, wird aber von Van Gogh aufgehalten, der aus dem Projekt aussteigt und daraufhin von A&W schwer verwundet wird. Sara kann sich befreien, Mike wird von Jacob gekidnappt und manipuliert. Michael und Sara flüchten aus dem Haus und stoßen auf den von Abruzzis Leuten schwer verletzten Lincoln.
Lincoln entlässt sich selbst aus dem Krankenhaus und sorgt dafür, dass Abruzzi festgenommen wird. Später trifft er sich mit Michael, Sara, T-Bag und Whip zur Planung von Michaels lang ausgeklügelten Plan, Poseidon zu überführen. T-Bag und Whip fahren zu Blue Hawaii, während Michael durch seine jahrelang angefertigten Tattoos Zugang zu Jacobs Kontrollzentrum bekommt, nachdem dieser weggelockt wurde. Er stellt mehrere Beweismittel sicher, die die Schuld am Tode eines FBI-Agenten auf Jacob weisen und ihn selbst somit entlasten. Damit hätte Jacob kein Druckmittel mehr gegen Michael in der Hand. Sara und Lincoln befreien zur gleichen Zeit Mike. T-Bag und Whip fahren mit Michael zu einem mit Jacob vereinbarten Treffpunkt am Hafen. Bei der Gegenüberstellung wollen beide Parteien den jeweils anderen überführen, während A&W Jacob und T-Bag und Whip Michael zur Seite stehen. Bei einem ungeplanten Entwaffnungsversuch von Whip an A&W wird dieser erschossen, woraufhin T-Bag A&W tötet. Michael lockt Jacob währenddessen in eine Falle, die jedoch droht schief zu gehen. Die CIA kommt rechtzeitig, um Michael vor Jacob und dem FBI zu bewahren, und stellt die Beweise sicher.
Bei einer Vernehmung wird Michael entlastet und für frei erklärt. Jacob wird ins Fox-River-Gefängnis eingewiesen. Als sein Zellenpartner stellt sich T-Bag heraus.

## Besetzung und Synchronisation
Die deutsche Synchronisation entstand bei der Hermes Synchron in Potsdam unter der Dialogregie von Andreas Böge (Staffeln 1–4) und Bernhard Völger (Staffel 5) die auch die Dialogbücher verfassten.

### Hauptbesetzung
| Rollenname                       | Schauspieler        | Hauptrolle (Episoden) | Nebenrolle (Episoden)           | Synchronsprecher   |
| -------------------------------- | ------------------- | --------------------- | ------------------------------- | ------------------ |
| Michael J. Scofield              | Wentworth Miller    | 1.01–5.09             |                                 | Gerrit Schmidt-Foß |
| Lincoln „Linc“ Burrows           | Dominic Purcell     | 1.01–5.09             |                                 | Viktor Neumann     |
| Fernando Sucre                   | Amaury Nolasco      | 1.01–5.09             |                                 | Karlo Hackenberger |
| Theodore „T-Bag“ Bagwell         | Robert Knepper      | 1.03–5.09             | 1.01–1.02                       | Bernd Vollbrecht   |
| Dr. Sara Tancredi                | Sarah Wayne Callies | 1.01–2.22, 4.01–5.09  | 3.01                            | Antje von der Ahe  |
| Benjamin Miles „C-Note“ Franklin | Rockmond Dunbar     | 1.14–2.22, 5.01–5.09  | 1.01–1.02, 1.09–1.13, 4.21–4.22 | Tobias Kluckert    |
| Captain Bradley „Brad“ Bellick   | Wade Williams       | 1.01–4.10             |                                 | Jan Spitzer        |
| Lincoln „L. J.“ Burrows junior   | Marshall Allman     | 1.01–2.12             | 2.18, 3.01–4.01                 | Nicolás Artajo     |
| Agent Paul Kellerman             | Paul Adelstein      | 1.03–2.22, 5.01–5.04  | 1.01–1.02, 4.22                 | Oliver Siebeck     |
| Veronica Donovan                 | Robin Tunney        | 1.01–2.01             |                                 | Claudia Urbschat   |
| John Abruzzi                     | Peter Stormare      | 1.01–1.13             | 1.19–2.04                       | Detlef Bierstedt   |
| Alexander „Alex“ Mahone          | William Fichtner    | 2.01–4.24             |                                 | Peter Flechtner    |
| Gretchen Louis Morgan            | Jodi Lyn O’Keefe    | 3.01–4.24             |                                 | Eva Michaelis      |
| James Whistler                   | Chris Vance         | 3.01–4.01             |                                 | Alexander Terhorst |
| Norman „Lechero“ Carneli         | Robert Wisdom       | 3.01–3.13             |                                 | Ingo Albrecht      |
| Sofia Lugo                       | Danay García        | 3.01–4.01             | 4.22                            | Iris Artajo        |
| Agent Donald „Don“ Self          | Michael Rapaport    | 4.01–4.22             |                                 | Oliver Rohrbeck    |
| Whip                             | Augustus Prew       | 5.01–5.09             |                                 | Dirk Stollberg     |
| Jacob Anton Ness                 | Mark Feuerstein     | 5.01–5.09             |                                 | Frank Schaff       |
| Sheba                            | Inbar Lavi          | 5.01–5.09             |                                 | Ranja Bonalana     |

### Nebenbesetzung
| Rollenname                          | Schauspieler            | Hauptrolle (Episoden)      | Nebenrolle (Episoden)                                                  | Synchronsprecher                          |
| ----------------------------------- | ----------------------- | -------------------------- | ---------------------------------------------------------------------- | ----------------------------------------- |
| Warden Henry Pope                   | Stacy Keach             | 1.01–2.02                  | 2.17                                                                   | Klaus Sonnenschein                        |
| Agent Daniel Hale                   | Danny McCarthy          | 1.01–1.13, 1.16            |                                                                        | Hans Hohlbein                             |
| Charles Westmoreland / D. B. Cooper | Muse Watson             | 1.05–1.22                  | 1.01–1.02, 4.15                                                        | Eberhard Prüter                           |
| President Caroline Reynolds         | Patricia Wettig         | 1.12–1.22, 2.15–2.16, 2.19 | 1.04–1.05, 1.08, 1.10                                                  | Karin Buchholz                            |
| Nick Savrinn                        | Frank Grillo            | 1.04–1.21                  |                                                                        | Johannes Berenz                           |
| Agent Mark Wheeler                  | Jason Davis             | 2.01–2.20                  | 4.14–4.15                                                              | Klaus-Peter Grap                          |
| Agent William „Bill“ Kim            | Reggie Lee              | 2.05–2.22                  |                                                                        | Kim Hasper                                |
| General Jonathan Krantz             | Leon Russom             | 4.01–4.24                  | 2.13, 2.15, 2.19–2.20, 2.22, 3.08                                      | Hans Teuscher                             |
| Luis „McGrady“ Gallego              | Carlo Alban             | 3.01–3.13                  |                                                                        | Nico Mamone                               |
| Christina Rose Scofield             | Kathleen Quinlan        | 4.16–4.22                  |                                                                        | Traudel Haas                              |
| Maricruz Delgado                    | Camille Guaty           |                            | 1.01–1.02, 1.11,1.16, 2.17–2.19, 3.03                                  | Sonja Spuhl                               |
| Wärter Louis Patterson              | Phillip Edward Van Lear |                            | 1.01–2.01, 2.13                                                        | Tim Moeseritz                             |
| Wärter Keith Stolte                 | Christian Stolte        |                            | 1.01–1.05, 1.08–1.10, 1.12–1.15, 1.17, 1.19–1.22, 2.14                 | Walter Alich                              |
| C.O. Rizzo Green                    | Mark Morettini          |                            | 1.02–1.03, 1.05–1.07, 1.09, 1.14, 1.20–1.22                            | Matthias Klages                           |
| Krankenschwester Katie Welch        | DuShon Monique Brown    |                            | 1.02, 1.05, 1.08, 1.11, 1.13, 1.15, 1.17, 1.19–2.01, 2.15              | Sabine Arnhold                            |
| Hector Avila                        | Kurt Caceres            |                            | 1.02, 1.04, 1.16, 2.05, 2.10                                           | Tommy Morgenstern                         |
| Charles „Haywire“ Patoshik          | Silas Weir Mitchell     |                            | 1.03–1.04, 1.17–1.18, 1.21–1.22, 2.06–2.07, 2.15–2.16, 3.04            | Michael Deffert                           |
| Gouverneur Frank Tancredi           | John Heard              |                            | 1.06–1.07, 1.14, 1.20, 1.22, 2.03, 2.05–2.07                           | Hans-Jürgen Wolf                          |
| Roy William Geary                   | Matt DeCaro             |                            | 1.06, 1.11–1.17, 2.01, 2.03–2.11                                       | Helmut Gauß                               |
| David „Tweener“ Apolskis            | Lane Garrison           |                            | 1.09, 1.11–1.12, 1.14, 1.17–1.22, 2.02–2.07                            | David Turba                               |
| Nika Volek                          | Holly Valance           |                            | 1.10–1.12, 1.19, 2.03–2.04                                             | Loretta Stern                             |
| Agent Quinn                         | Michael Gaston          |                            | 1.10–1.11, 1.17                                                        | Jürgen Kluckert                           |
| Aldo Burrows                        | Anthony Denison         |                            | 1.15, 1.19, 2.10–2.12                                                  | Klaus-Dieter Klebsch                      |
| Manche Sanchez                      | Joseph Nunez            |                            | 1.15–1.22, 2.03, 2.18                                                  | Sven Plate                                |
| Terrence Steadman                   | John Billingsley        |                            | 1.16, 1.20, 1.22, 2.01, 2.14–2.15                                      | Martin Schmitz                            |
| Terrence Steadman                   | Jeff Perry              |                            | 1.16, 1.20, 1.22, 2.01, 2.14–2.15                                      | Martin Schmitz                            |
| Balz „Avocado“ Johnson              | Daniel Allar            |                            | 1.17, 1.19, 2.13–2.14                                                  | Karl Schulz                               |
| Debra Jean Belle                    | Kristin Malko           |                            | 2.02, 2.04–2.05, 2.07                                                  | Magdalena Turba                           |
| Agent Felicia Lang                  | Barbara Eve Harris      |                            | 2.03–2.05, 2.09–2.10, 2.15–2.20, 3.06–3.09, 4.03, 4.14–4.15, 4.22–4.23 | Heide Domanowski                          |
| Bruce Bennett                       | Wilbur Fitzgerald       |                            | 2.05, 2.07–2.08, 2.18, 2.22, 4.01–4.03                                 | Ingolf Gorges (2.05) Till Hagen (ab 2.07) |
| Agent Richard Sullins               | Kim Coates              |                            | 2.08, 2.20, 3.06–3.08, 4.23                                            | Thomas Nero Wolff                         |
| Pamela „Pam“ Mahone-Larson          | Callie Thorne           |                            | 2.09, 2.11, 2.14, 2.21–2.22, 4.01, 4.05, 4.09                          | Ranja Bonalana                            |
| Sammy Norino                        | Laurence Mason          |                            | 3.01–3.10                                                              | Andreas Hosang                            |
| Rafael                              | Joseph Melendez         |                            | 3.06–3.13                                                              | Daniel Montoya                            |
| Wyatt Mathewson                     | Cress Williams          |                            | 4.01–4.09                                                              | Tilo Schmitz                              |
| Roland Glenn                        | James Hiroyuki Liao     |                            | 4.01–4.08                                                              | Sebastian Schulz                          |
| Herb Stanton                        | Michael O’Neill         |                            | 4.03, 4.12–4.13                                                        | Ernst Meincke                             |
| Trishanne / Miriam Holtz            | Shannon Lucio           |                            | 4.03–4.12                                                              | Maria Koschny                             |
| Gregory White                       | Michael Bryan French    |                            | 4.03–4.04, 4.09–4.12                                                   | Helmut Gauß                               |
| Feng Huan                           | Ron Yuan                |                            | 4.04–4.05, 4.08, 4.11–4.12                                             | Bernhard Völger                           |
| Lisa Tabak                          | Stacy Haiduk            |                            | 4.04, 4.08–4.14, 4.16                                                  | Melanie Pukaß                             |
| Andrew Blauner                      | Dameon Clarke           |                            | 4.04–4.07                                                              | Frank Schröder                            |
| Ralph Becker                        | Raphael Sbarge          |                            | 4.14, 4.18–4.22                                                        | Sven Gerhardt                             |
| Downey                              | Ted King                |                            | 4.16–4.22                                                              | Felix Spieß                               |
| Cyclops                             | Amin El Gamal           |                            | 5.01–5.03, 5.05–5.06                                                   | Karim Chamlali                            |
| Van Gogh                            | Steve Mouzakis          |                            | 5.01, 5.03–5.09                                                        | Rainer Fritzsche                          |
| Emily „A&W“ Blake                   | Marina Benedict         |                            | 5.01–5.09                                                              | Vera Teltz                                |
| Mustapha                            | Bobby Naderi            |                            | 5.01–5.04                                                              | Samir Fuchs                               |
| Ja                                  | Rick Yune               |                            | 5.02–5.07                                                              | Johannes Berenz                           |
| Sid                                 | Kunal Sharma            |                            | 5.02–5.06                                                              | Asad Schwarz                              |
| Abu Ramal                           | Numan Acar              |                            | 5.02–5.04                                                              | Sebastian Christoph Jacob                 |

## Produktion

### Entstehungsgeschichte
Die Entstehung von Prison Break begann als Idee (ein Mann bringt sich absichtlich in ein Gefängnis, um seinen Bruder vor der Todesstrafe zu retten und zusammen mit ihm wieder auszubrechen), die dem Drehbuchautor Paul T. Scheuring von der Produzentin Dawn Parouse vorgeschlagen wurde, da sie eine action-orientierte Fernsehserie produzieren wollte. Obwohl Scheuring von der Idee überzeugt war, gab er sich dem Projekt anfangs nicht sehr zugeneigt. Er befürchtete, dass kein Sender ein Projekt dieser Art realisierte und dass der Stoff schwer in eine Fernsehserie umzusetzen sei. Später kam er auf die Idee, eine Verschwörung als Nebenhandlung einzubauen. Danach schrieb Scheuring an der Plot-Outline und erschuf die Figuren. 2003 stellte er das Projekt dem US-Network Fox vor, das allerdings vorerst nicht an einen Erfolg der Serie glaubte. Auch andere TV-Networks konnte Scheuring nicht von seinem Konzept überzeugen. Die Serie wurde später als eine zehnteilige Miniserie in Betracht gezogen, die angeblich von Steven Spielberg oder Bruce Willis produziert werden sollte. Diese Idee wurde allerdings nie umgesetzt. Nach den großen Erfolgen von Serien wie Lost und 24 änderte Fox seine Meinung und begann 2004 mit der Produktion von Prison Break.
Im August 2015 wurde die Produktion einer fünften Staffel mit neun Episoden angekündigt, die direkt an die vierte Staffel anknüpft. Zudem wurde die Rückkehr der Rollen Michael Scofield, Lincoln Burrows, Dr. Sara Tancredi und Fernando Sucre bestätigt. Die Dreharbeiten starteten Anfang April 2016 und am 17. Mai 2016 wurde der erste Trailer zur Fortsetzung veröffentlicht. Der amerikanische Sender Fox übernahm ab dem 4. April 2017 die englischsprachige Ausstrahlung, während die deutschsprachige Ausstrahlung von dem Sender RTL II ab dem 8. April selbigen Jahres übernommen wurde.
Anfang Januar 2018 wurde eine Verlängerung von Prison Break um eine sechste Staffel angekündigt. Diese Ankündigung wurde im Wesentlichen am 9. August 2019 zurückgenommen. „Scheuring hatte schon früher betont, dass es nicht leicht sei, nach fünf Staffeln eine weitere überzeugende Geschichte zu entwickeln.“ Am 8. November 2020 gab Wentworth Miller auf seinem Instagram-Account bekannt, dass er sich künftig homosexuellen Rollen widmen wolle und daher die Rolle von Michael Scofield nicht mehr spielen werde.

### Titellied
Die originale Titelmelodie der Serie wurde von dem gebürtigen Deutsch-Iraner Ramin Djawadi komponiert, der dafür eine Nominierung für den Emmy erhielt. Der belgische Sänger Kaye Styles sang auf Anfrage des US-Fernsehsenders Fox den Rap-Song Prison Break Anthem, der auch als Titelsong für die Ausstrahlung der Serie auf dem belgischen Fernsehsender KanaalTwee diente. Er erschien als Single und als Musikvideo. Eigens für die Ausstrahlung auf dem französischen Fernsehsender M6 dient das von dem aus Marseille stammenden Rapper Faf Larage gerappte Lied Pas le temps als Titelmelodie, das auch als Single und Musikvideo erschien. Die japanische Sängerin Namie Amuro sang das Titellied Top Secret für die japanische Ausstrahlung. Auch RTL gab einen Titelsong in Auftrag. Das Lied mit dem Namen Prison Break Anthem (Ich glaub’ an dich) wird von dem Deutschrapper Azad und dem Sänger Adel Tawil gesungen. Das Lied ist im Trailer zu hören und es wurde auch ein Musikvideo dazu gedreht. Am 17. August 2007 belegte der Titelsong den ersten Platz der deutschen Singlecharts.

### Ausstrahlung

#### Vereinigte Staaten
Die Serie wurde am 29. August 2005 zum ersten Mal von dem US-Fernsehsender Fox ausgestrahlt. Die letzte Folge der dritten Staffel wurde am 18. Februar 2008 in den USA gezeigt. Trotz fallender Quoten hatte Fox sich für die Produktion der vierten Staffel entschieden. Die ersten beiden der insgesamt 22 Folgen wurden am 1. September in den USA ausgestrahlt. Am 17. April 2009 sendete Fox nach einer Winterpause die 17. Episode der vierten Staffel. Ab 4. April 2017 lief die fünfte Staffel auf Fox.

#### Deutschland
Am 21. Juni 2007 hat RTL mit der Ausstrahlung der ersten Staffel (22:15 Uhr) begonnen. Nachdem zunächst Doppelfolgen gesendet wurden, strahlte der Sender ab dem 9. August aufgrund unbefriedigender Einschaltquoten nur noch einzelne Folgen aus. Die zweite Staffel wurde vom 4. Oktober 2007 bis 6. März 2008 gezeigt. Die Folgen der dritten Staffel liefen wöchentlich vom 8. Januar 2009 bis zum 30. März 2009 auf RTL. Die Ausstrahlung der vierten Staffel wurde direkt im Anschluss an die dritte Staffel aufgenommen und somit war diese vom 2. April 2009 bis zum 17. September 2009 auf RTL zu sehen. Ab dem 8. April 2017 wurde die fünfte Staffel auf RTL II wöchentlich samstags um 20:15 Uhr ausgestrahlt.

#### Schweiz
Vom 7. Juni bis 30. August 2007 zeigte SF zwei die erste Staffel als deutschsprachige Erstausstrahlung. Die zweite Staffel wurde vom 4. Oktober 2007 bis 28. Februar 2008 gezeigt. Die Folgen der dritten Staffel liefen wöchentlich vom 4. Januar 2009 bis zum 22. März 2009 auf SF zwei. Die vierte Staffel wurde vom 29. März bis zum 10. September 2009 ausgestrahlt.

## Veröffentlichungen

### DVD & Blu-ray
Alle Staffeln von Prison Break sowie der Spielfilm Prison Break – The Final Break wurden auch in Deutschland auf DVD und Blu-ray Disc veröffentlicht:
| Staffel         | Veröffentlichung DVD | Veröffentlichung Blu-ray Disc | Anmerkung |
| --------------- | -------------------- | ----------------------------- | --- |
| 1               | 26. November 2007    | 9. Mai 2008                   | – |
| 2               | 30. Mai 2008         | 2. Dezember 2009              | Zusätzlich wurde am 30. Mai 2008 eine DVD-Box mit den Staffeln 1–2 veröffentlicht.                                      |
| 3               | 27. März 2009        | 25. März 2009                 | Zu Promotionzwecken wurden DVDs von der ersten Folge der vierten Staffel gepresst und mit der dritten Staffel verkauft. |
| 4               | 2. Dezember 2009     | 2. Dezember 2009              | – |
| 5               | 12. Oktober 2017     | 12. Oktober 2017              | – |
| 1–4             | 5. Oktober 2012      | 5. Oktober 2012               | – |
| The Final Break | 8. Januar 2010       | 8. Januar 2010                | Spielfilm |

### Computerspiel
In Zusammenarbeit mit Fox hat sich der deutsche Publisher Koch Media die weltweiten Veröffentlichungsrechte von Prison Break: The Conspiracy unter dem Label Deep Silver gesichert. Das Videospiel wurde vom slowenischen Entwicklerstudio ZootFly für PC, PlayStation 3 und Xbox 360 hergestellt. Das Spiel erschien auf dem europäischen Markt am 19. März 2010. Die Handlung von Prison Break: The Conspiracy verläuft parallel zu dem Handlungsverlauf der ersten Serien-Staffel. Der Spieler nimmt die Geschehnisse um den Fox-River-Ausbruch aus der Perspektive des im Gefängnis eingeschleusten Undercover-Ermittlers Tom Paxton wahr.

## Auszeichnungen
Für seine Rolle als Michael Scofield wurde Wentworth Miller 2006 für den Golden Globe Award nominiert. Eine weitere Nominierung erfolgte in der Kategorie Beste Fernsehserie.
Gewonnen:
- 2006: People’s Choice Award
- 2008: BRAVO Otto Gold für bester Shooting Star (Wentworth Miller)
- 2008: BRAVO Otto Silber für bester Schauspieler (Wentworth Miller)

Nominierungen:
- 2006: Golden Globe Award
  - Favorite New TV Drama
  - Best Drama Television Series
  - Best Performance by an Actor in a Drama Television Series – Wentworth Miller
- 2006: Eddie Award
  - Best Edited One-Hour Series for Commercial Television – Mark Helfrich (für die Pilotfolge)
- 2006: Saturn Award
  - Best Actor on Television – Wentworth Miller
  - Best Network Television Series
- 2006: Television Critics Association Award
  - Best New Drama Series
- 2006: Primetime-Emmy
  - Outstanding Main Title Theme Music – Ramin Djawadi
- 2006: Satellite Awards
  - Best Actor in a Supporting Role in a Series, Mini-Series or Motion Picture Made for Television – Robert Knepper